# 朗希 (埃纳省)
朗希（法語：Lanchy，法語發音：[lɑ̃ʃi]）是法国上法蘭西大區埃纳省的一个市镇，属于圣康坦区。

## 地理
朗希（49°49'36"N, 3°4'32"E）面积3.69 平方千米，位于法国上法蘭西大區埃纳省，该省份为法国北部内陆省份，北起北部省，西接索姆省和瓦兹省，东临阿登省和马恩省，西南至塞纳-马恩省，东北部与比利时接壤。
与朗希接壤的市镇（或旧市镇、城区）包括：博瓦韦尔芒杜瓦、蒙希拉加什、基维耶尔、泰尔特里、于尼莱基佩。

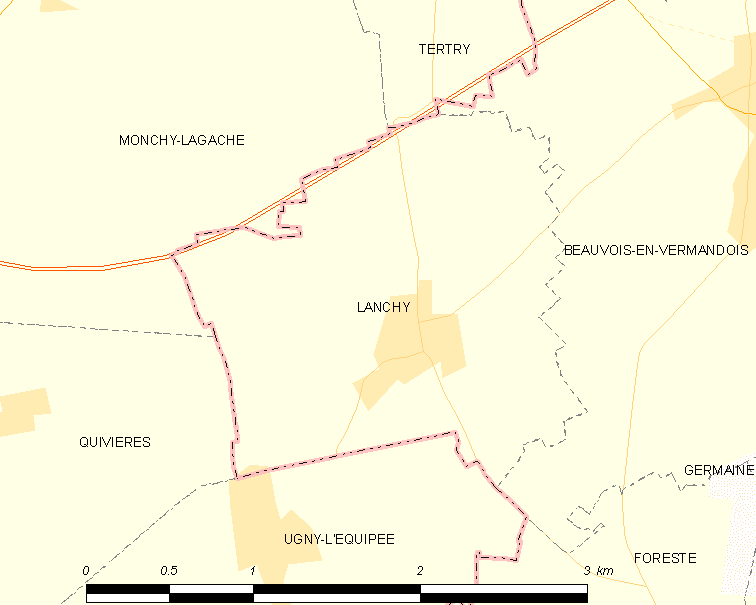
的OSM定位图

朗希的时区为UTC+01:00、UTC+02:00（夏令时）。

## 行政
朗希的邮政编码为02590，INSEE市镇编码为02402。

## 政治
朗希所属的省级选区为圣康坦第一县。

## 人口

1962-2008年间人口变化图示

朗希于2022年1月1日时的人口数量为38人。